# 私たちの青春、台湾
『私たちの青春、台湾』（わたしたちのせいしゅんたいわん、原題：我們的青春，在台灣）は、2017年の台湾のドキュメンタリー映画。
傅楡（フー・ユー）監督が共感と期待を寄せていた、2014年に台湾で起きた学生たちによる社会運動「ひまわり運動」のリーダー陳為廷（チェン・ウェイティン）と中国大陸人留学生の人気ブロガー蔡博芸（ツァイ・ボーイー）の活動と挫折を通して、台湾民主化の歩みを記録したドキュメンタリー。傅榆は「これは政治の映画ではなく、青春の映画である」と述べている。
2018年の第55回金馬奨最優秀ドキュメンタリー映画賞と第20回台北映画祭最優秀ドキュメンタリー映画賞を受賞した。

## 出演
- 陳為廷（チェン・ウェイティン）
- 蔡博芸（中国語版）（ツァイ・ボーイー）
- 林飛帆（リン・フェイファン）
- 黄之鋒（ジョシュア・ウォン）
- 周庭（アグネス・チョウ）

## スタッフ
- 監督・編集：傅楡（中国語版）（フー・ユー）
- プロデューサー：洪廷儀（ホン・ティンイー）
- 撮影：傅楡（フー・ユー）、楊彝安（ヤン・イーアン）、陳香松（チェン・シャンソン）、盧元奇（ルー・ユエンチー）、林郁盛（リン・ユーシェン）、許紘源（シュー・ホンユアン）
- 主題歌：楊彝安（ヤン・イーアン）「我們深愛的青春 Our Beloved Youth」

## 関連書籍
- 『わたしの青春、台湾』（傅楡（中国語版）：語り、陳令洋：筆記・構成、関根謙・吉川龍生：翻訳、五月書房新社、2020年）